# Raudna (rivière)
La rivière Raudna (en estonien : Raudna jõgi) est une rivière qui s'écoule dans le Comté de Pärnu et le comté de Viljandi en Estonie,.

## Présentation
La rivière Raudna est le plus grand affluent de la rivière Halliste.
La longueur de la Rauda est de 62,9 km, son dénivelé est de 24,5 m soit de 0,42 m/km.
La superficie de son bassin versant est de 1 122,5 km² et il constitue la plus grande partie (59 %) des 1 890,7 km² du bassin versant de la rivière Halliste.
La rivière Raudna prend sa source dans le lac Viljandi, dans les collines de Sakala, et se jette dans la rivière Halliste, au centre de l'Estonie. La rivière est située principalement sur le territoire du comté de Viljandi, seule la courte partie avant l'embouchure se trouve dans le comté de Pärnu.
La Raudna traverse le parc national de Soomaa.

## Galerie

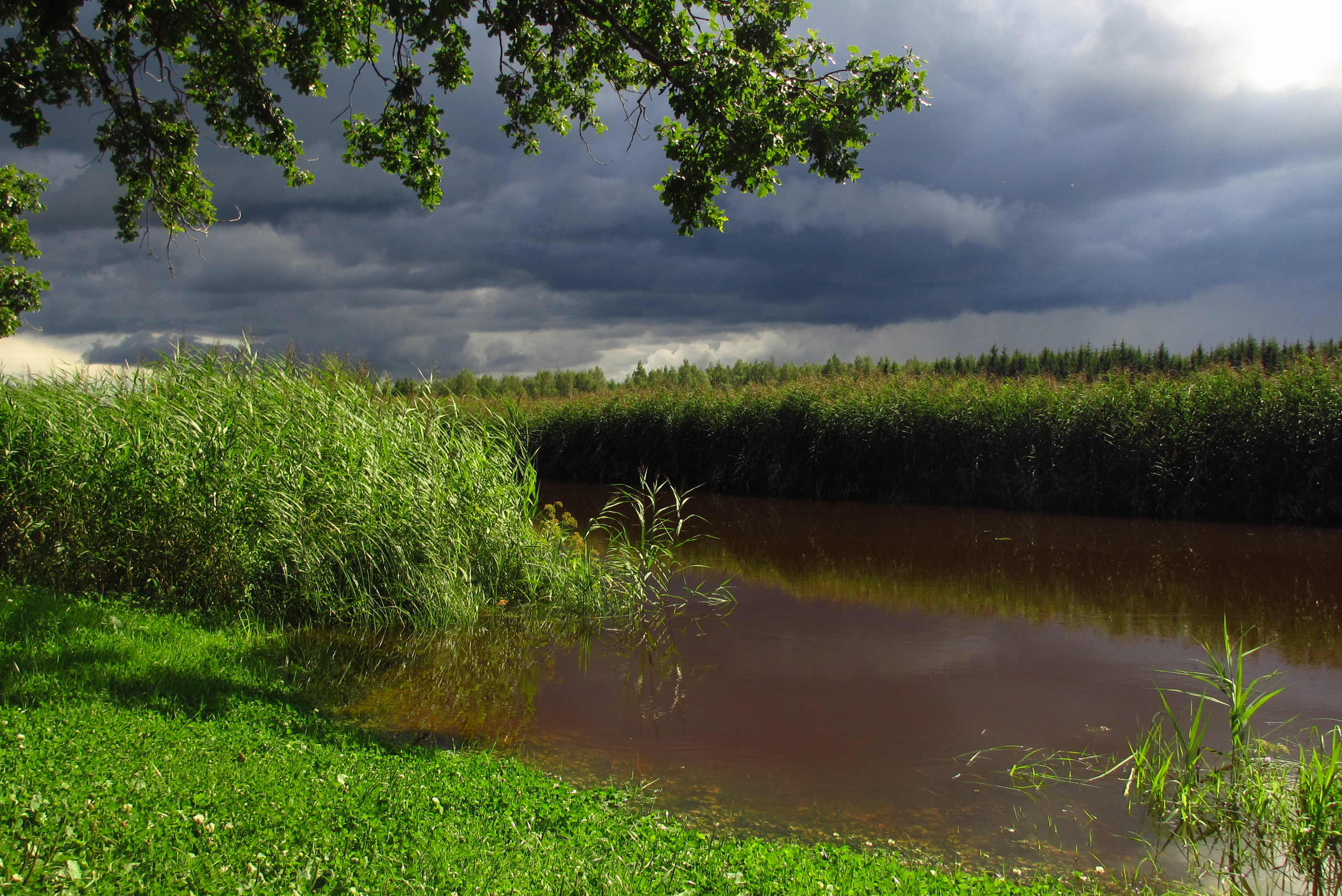
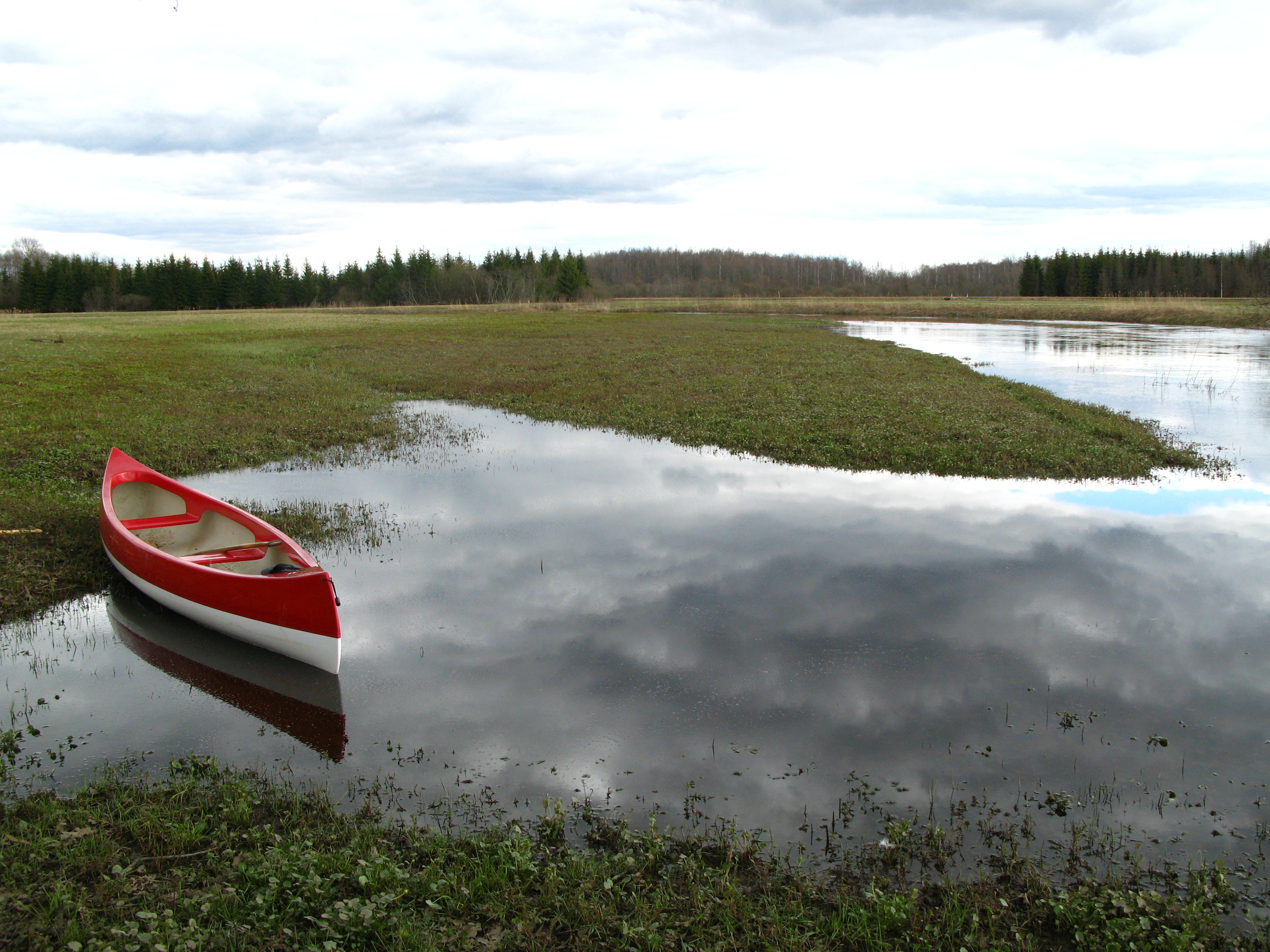
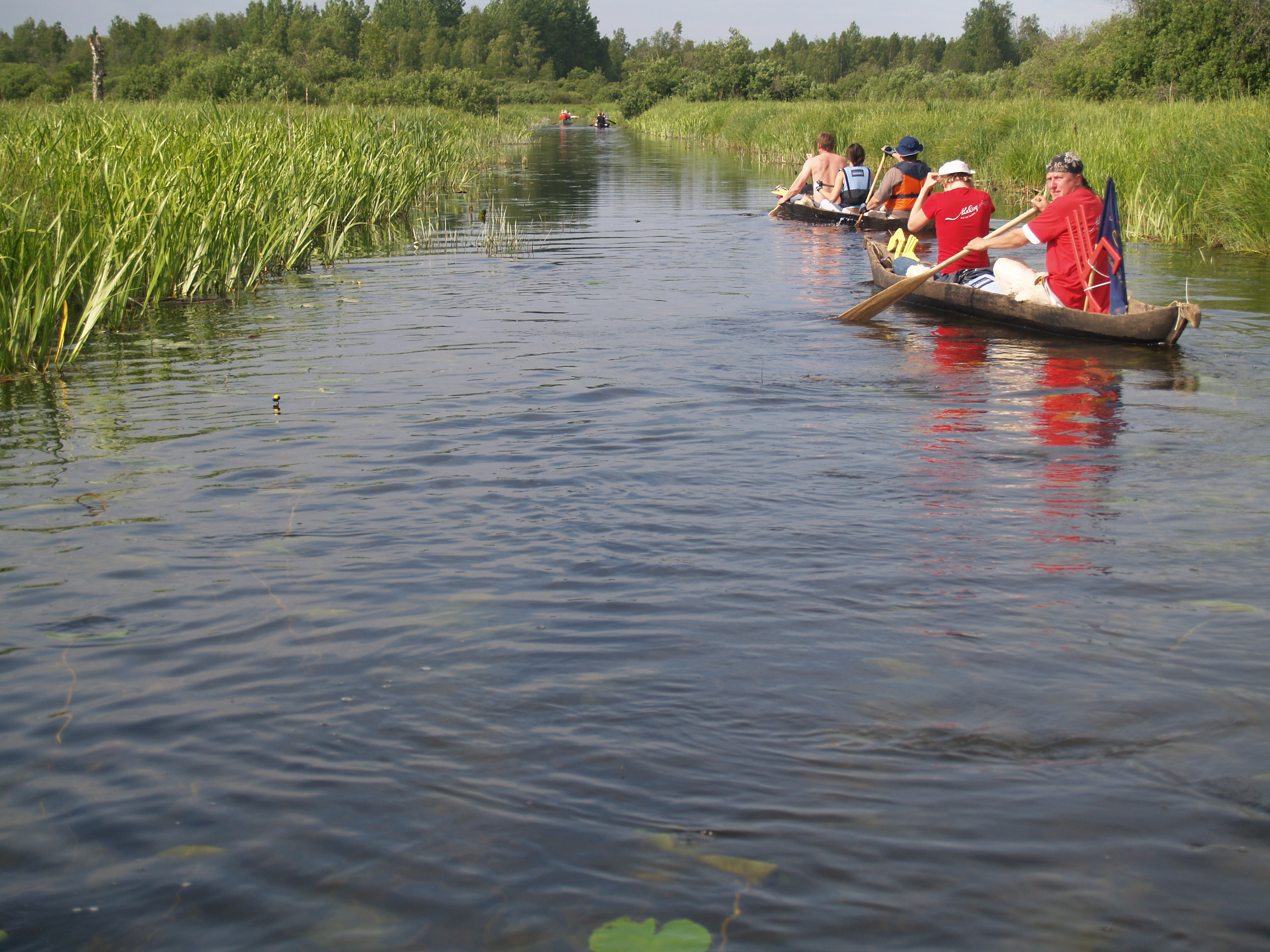
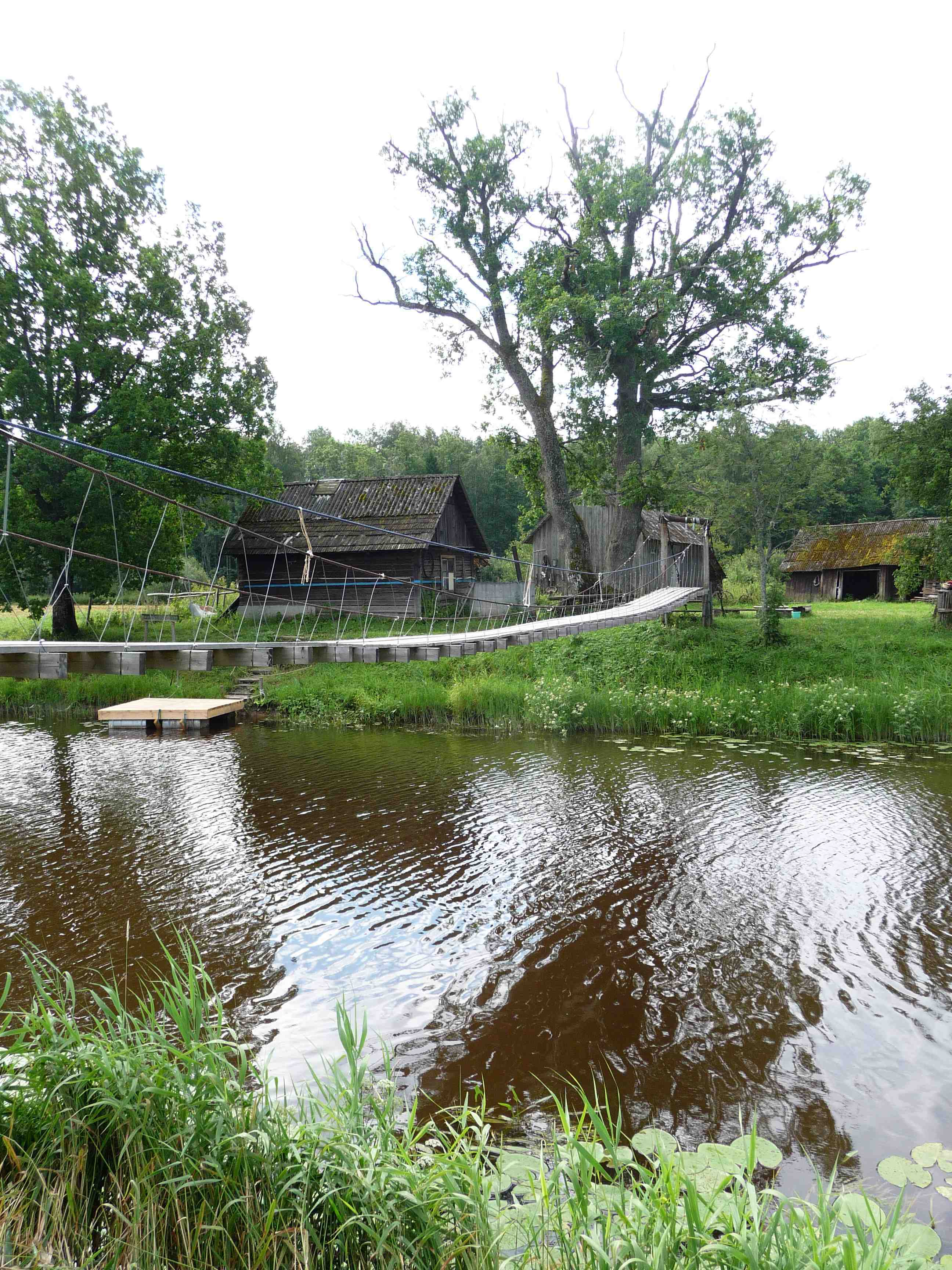

### Articles  connexes
- Liste des cours d'eau de l'Estonie